# Osniel Melgarejo
Osniel Lazaro Melgarejo Hernández (ur. 18 grudnia 1997 w Sancti Spíritus) – kubański siatkarz, grający na pozycji przyjmującego, reprezentant kraju.

## Kluby
| Lata      | Kluby                          |
| --------- | ------------------------------ |
| 2015–2016 | Sancti Spíritus                |
| 2016–2017 | Panathinaikos Ateny            |
| 2017–2018 | UNTreF Vóley                   |
| 2018–2019 | Club Obras Sanitarias San Juan |
| 2019–2020 | Personal Bolívar               |
| 2020–2022 | Chaumont VB 52                 |
| 2022–     | Allianz Milano                 |

## Sukcesy klubowe
Liga grecka:
- 2017

Puchar ACLAV:
- 2019

Klubowe Mistrzostwa Ameryki Południowej:
- 2019

Liga argentyńska:
- 2019

Liga francuska:
- 2021[4]

Superpuchar Francji:
- 2021

Puchar Francji:
- 2022[5]

Liga włoska:
- 2024[6]

## Sukcesy reprezentacyjne
Mistrzostwa Ameryki Północnej, Środkowej i Karaibów:
- 2019
- 2015
- 2023[7]

Puchar Panamerykański:
- 2016, 2019[8][9], 2022[10]
- 2017, 2018

Puchar Panamerykański U-23:
- 2018
- 2016

Puchar Panamerykański Juniorów:
- 2017

Mistrzostwa Świata Juniorów:
- 2017

Mistrzostwa Świata U-23:
- 2017

Igrzyska Panamerykańskie:
- 2019

## Nagrody indywidualne
- 2018: Najlepszy przyjmujący i zagrywający Pucharu Panamerykańskiego U-23
- 2019: Najlepszy przyjmujący Klubowych Mistrzostw Ameryki Południowej
- 2019: Najlepszy zagrywający Mistrzostw Ameryki Północnej, Środkowej i Karaibów
- 2022: MVP i najlepszy atakujący Pucharu Panamerykańskiego